# Pelle Molin

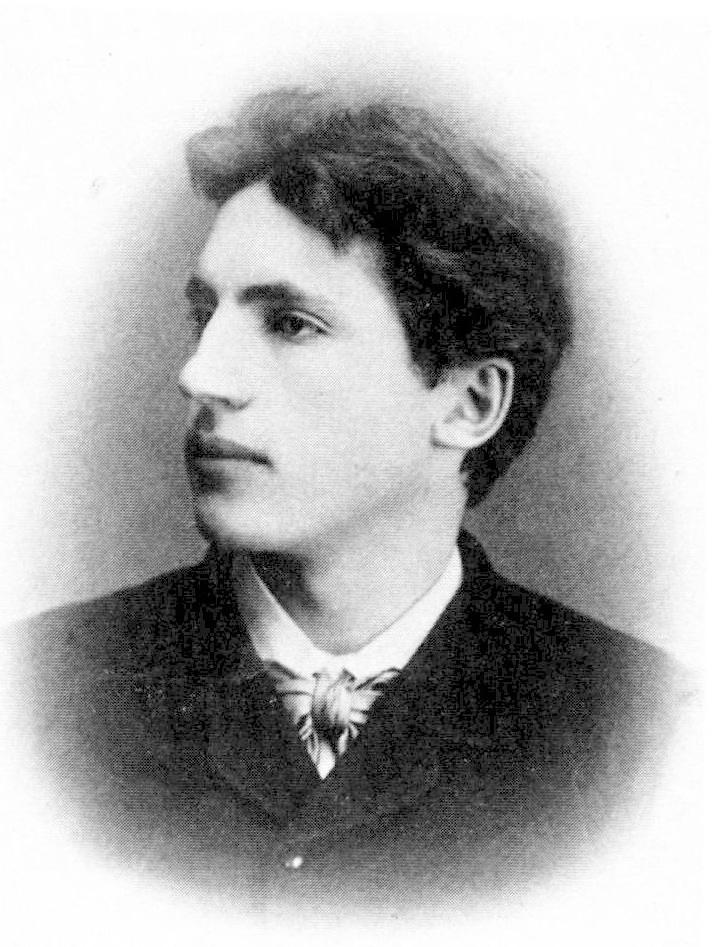
Pelle Molin (um 1890)

Pelle Molin (* 8. Juli 1864 in Tjäll; † 26. April 1896 in Bodø) war ein schwedischer Schriftsteller und Maler.

## Leben
Molin wurde als zweites von fünf Geschwistern in der schwedischen Provinz Västernorrland geboren. Sein Vater, Abraham Molin, arbeitete in der Holzindustrie. Seine Mutter, Anna Helena Lidblom, versorgte die Kinder. Nach dem Tod der Mutter 1876 wurde er von seinem strengen Vater stark religiös erzogen. Molin sollte entweder Priester oder Beamter (länsman) werden, aber er hatte eigene Pläne. In den Jahren 1877–80, während seiner Studienzeit am Gymnasium in Härnösand, erstellte er erste literarische Arbeiten, darunter „sieben größere“ und „90 kleinere“. Bereits 1878 reichte er sein Gedicht Qvällen bei der Zeitung Härnösands-Posten ein, in der es am 28. Februar 1879 veröffentlicht wurde. In dieser ersten Publikation verarbeitet Molin noch 14-jährig die ungeheure Trauer über den Tod seiner Mutter.
Von 1884 bis 1886 war Molin Mitarbeiter der Härnösands-Posten und besuchte die Kunstakademie in Stockholm von 1887 bis 1890. Molin war des Unterrichts an der Akademie müde. Es zog ihn in die Welt, aber da sich sein Vater weigerte, ihn ökonomisch zu unterstützen, fehlten ihm die Mittel und die Gelegenheit sein Talent zu beweisen. Im Sommer 1890 besuchte er den Maler Johan Tirén in seinem Atelier in Stockholm und dieses Treffen öffnete Molins Augen für die Landschaft der „jungfräulichen Erde“ Norrland. Um seinen Lebensunterhalt zu verdienen, schrieb er Reportagen für verschiedene Zeitungen.
Zur Anfertigung eines Landschaftsbildes für die Weltausstellung in Stockholm 1897 wanderte Molin 1895 nur mit dem Nötigsten ausgerüstet in die Sulitjelma-Berge. Wegen eines Wetterumschwungs musste er einige Tage in den Bergen biwakieren und zog sich eine unheilbare Krankheit zu, an der er im April 1896 starb.

## Arbeit
Von 1890 bis 1894 lebte und arbeitete Molin als Schriftsteller und Maler in Näsåker. Sein bekanntestes literarisches Werk ist die Novellensammlung Ådalens poesi von 1897. Mit Pelle Molin fand erstmals die wilde Natur Norrlands in der schwedischen Literatur Einzug. Es entstand ein neues literarisches Genre: Wildnisromantik. Seine Werke sprühen von wilder Energie, wenn er das eigentümliche Volk Norrlands beschreibt, die eintönig großartige, epische Natur und die sich zuspitzenden sozialen Missstände.
Die Erzählung En ringdans, medan mor väntar beschreibt so ergreifend und inhaltsreich die karge Gegenwart und das armselige Leben, wie ein Schrei aus dem Dunklen.

### Malerei

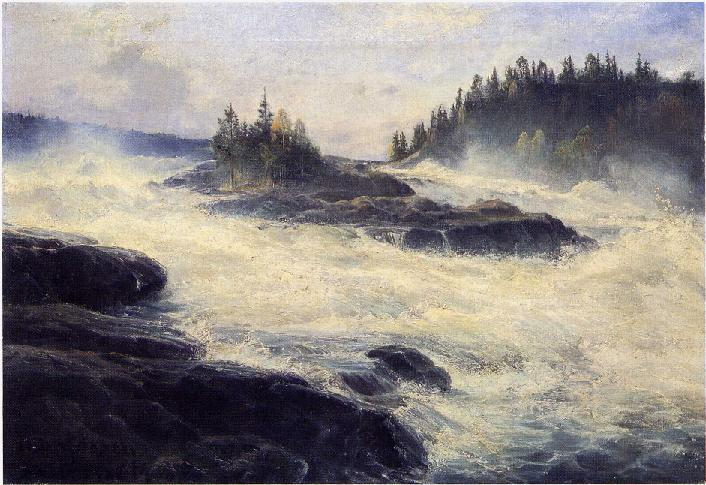
Gemälde Nämforsen, um 1891

Molin wurde von schwedischen Künstlern inspiriert, die von Frankreich nach Hause zurückkehrten. Die impressionistischen Techniken, die sie sich in Frankreich angeeignet hatten, gingen um 1890  in die national-romantische Malerei über.
Pelle Molin fühlte sich zu diesem neuen Trend hingezogen und er kehrte nach Ådalen zurück, um zu malen. Oft arbeitete er am Fluss Laxbäcken oder am Nämforsen. Er malte mit Vorliebe die großen Stromschnellen, die in späteren Interpretationen als Metapher für Molins starke Persönlichkeitszüge gesehen werden: Veränderlichkeit, Unbezwinglichkeit und Dramatik.

## Werke
- Konstmarknaden i Stockholm, 1889
- Ådalens poesi, 1897
- En ringdans medan mor väntar, 1897
- Nordland, 1913
- Från Ådal och Norrlandskust, 1916
- Samlade skrifter, 1964
- Brev, dagboksblad och varia i Sollefteå stadsbibliotek, 1966